# Farkastinóru
A farkastinóru (Caloboletus calopus) a tinórufélék családjába tartozó, Európában honos, lombos- és tűlevelű erdőkben élő, nem ehető gomba.

## Megjelenése
A farkastinóru kalapja 5-14 (18) cm széles; eleinte félgömb alakú, később domborúan, idősen majdnem laposan kiterül. Felszíne száraz (az idős példányoknál néha kissé tapadós), fiatalon bársonyos vagy sima, később lecsupaszodik, ritkán berepedezhet. Színe szürkés, ezüstszürke, okkeres- vagy olívszürke. A kalapbőr kissé túlnő a termőrétegen. 
Húsa vastag, tömör. Színe fiatalon citromsárga, később fehéres a kalapban, sárgás a tönkben; sérülésre azonnal kékül. Szaga nem jellegzetes vagy kellemetlen, íze keserű.
Termőrétege csöves, a tönknél felkanyarodó. A pórusok viszonylag szűkek (1-2/mm), fiatalon kerekek, öregen szögletesek. A termőréteg és a pórusok egyaránt citromsárgák, idősen olív árnyalatú halványsárgák. Sérülésre kékül.
A tönk 7-15 cm magas és 2-5 cm vastag. Alakja vaskos, hengeres vagy bunkós. Felső fele vagy harmada sárga-citromsárga; alatta rózsaszínes- vagy kárminpiros. Felszínét az alapszínnel megegyező hálóminta díszíti.  
Spórapora olívbarna. Spórája orsó alakú, sima, mérete 11–16 × 4–5,5 μm. 

### Hasonló fajok
A mérgező sátántinóru, az arany tinóru, a kesernyés tinóru vagy a változékony tinóru hasonlíthat hozzá.

## Elterjedése és életmódja
Európában honos. Hazánkban a savanyú talajú bükkösökben található, de elég ritka faj. Júliustól októberig fejleszt termőtestet.
Domb- és hegyvidéki lombos- vagy tűlevelű erdőkben él; bükkel, tölggyel, fenyőkkel alkot gyökérkapcsoltságot. Nyáron és ősszel terem.
Nem ehető, keserű íze miatt élvezhetetlen gomba. Egyes érzékeny személyeknél gyomorpanaszokat okozhat. 

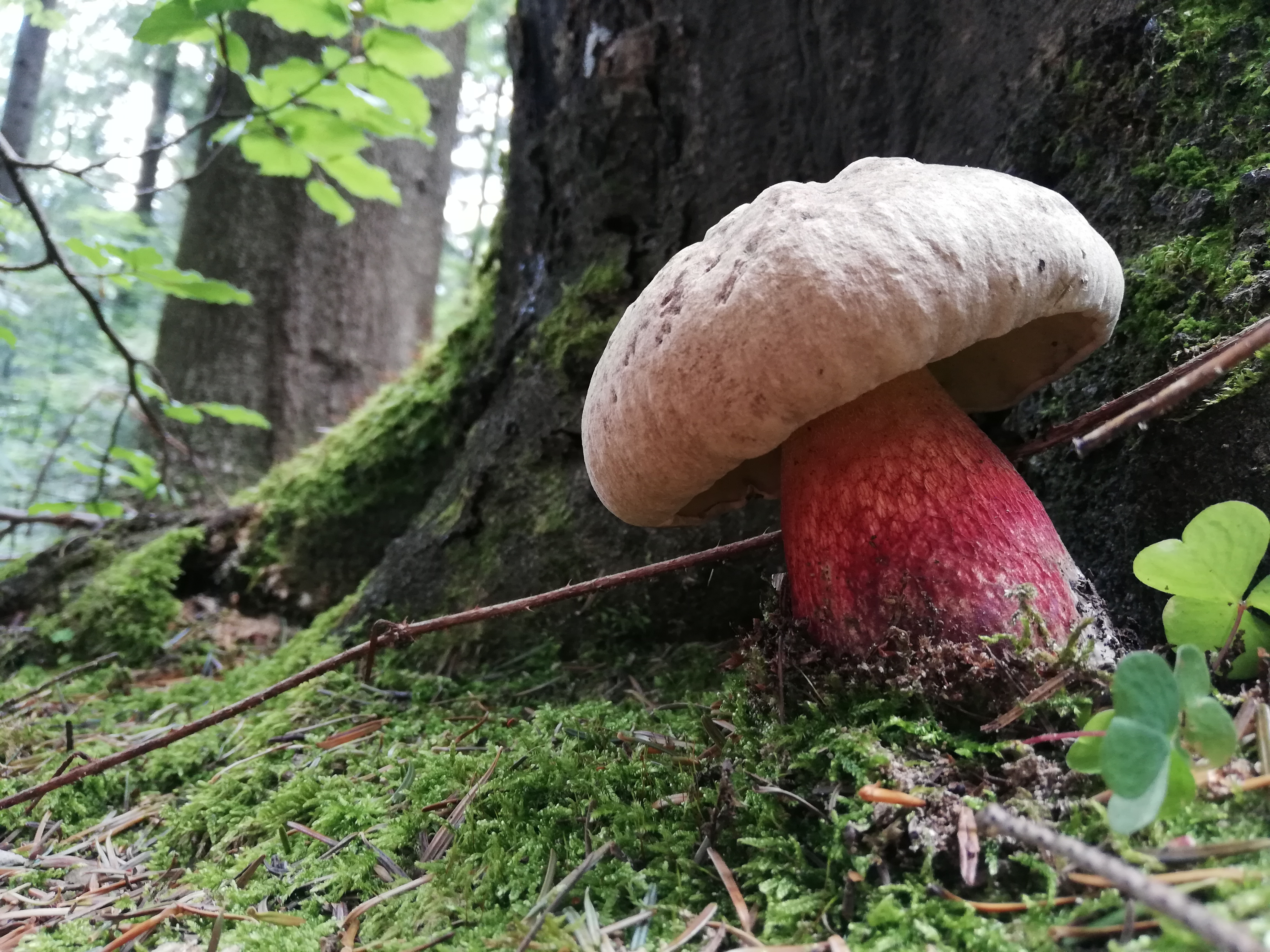
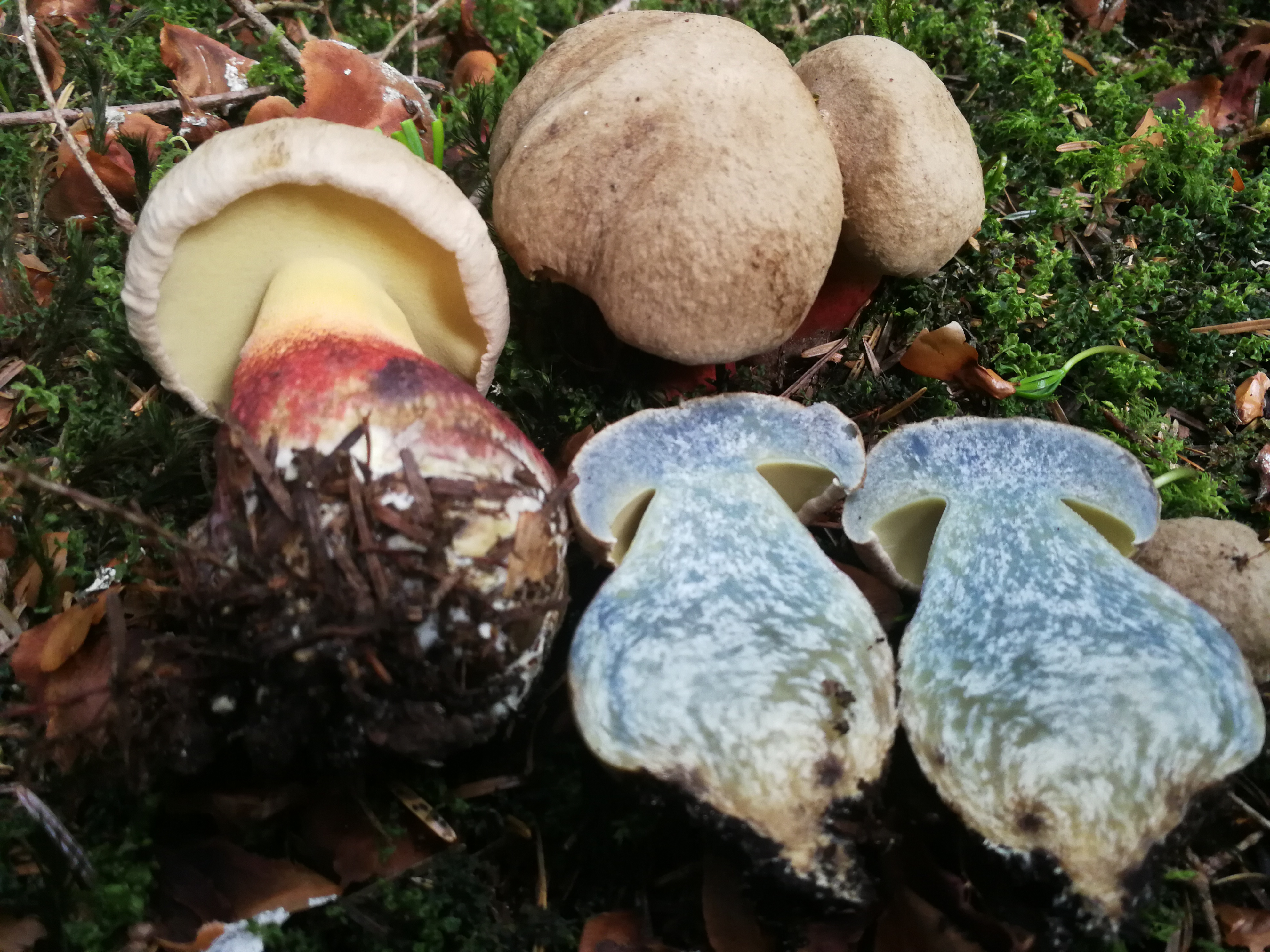
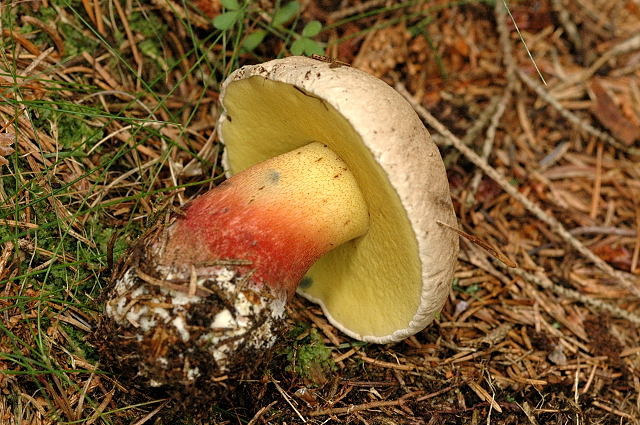
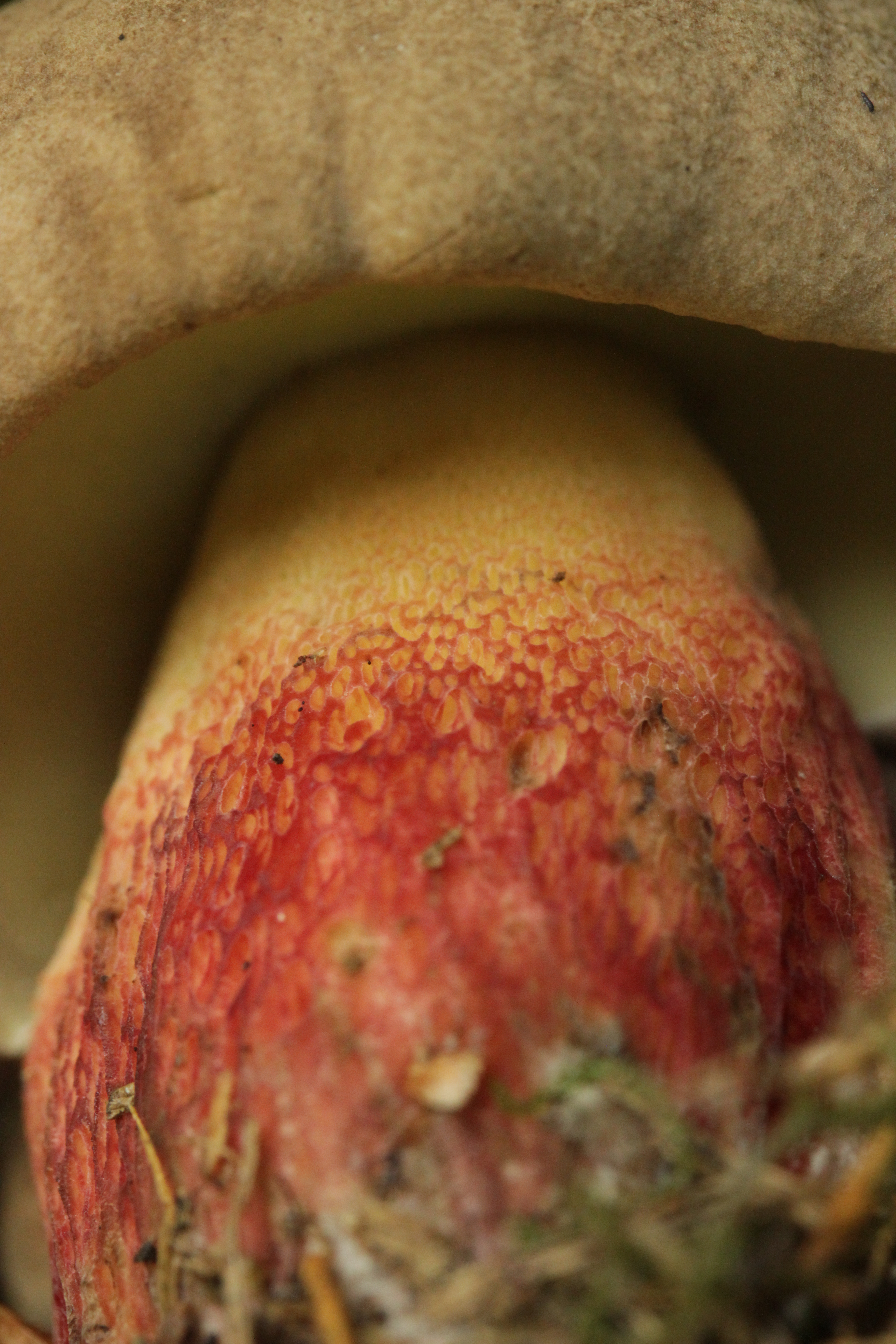
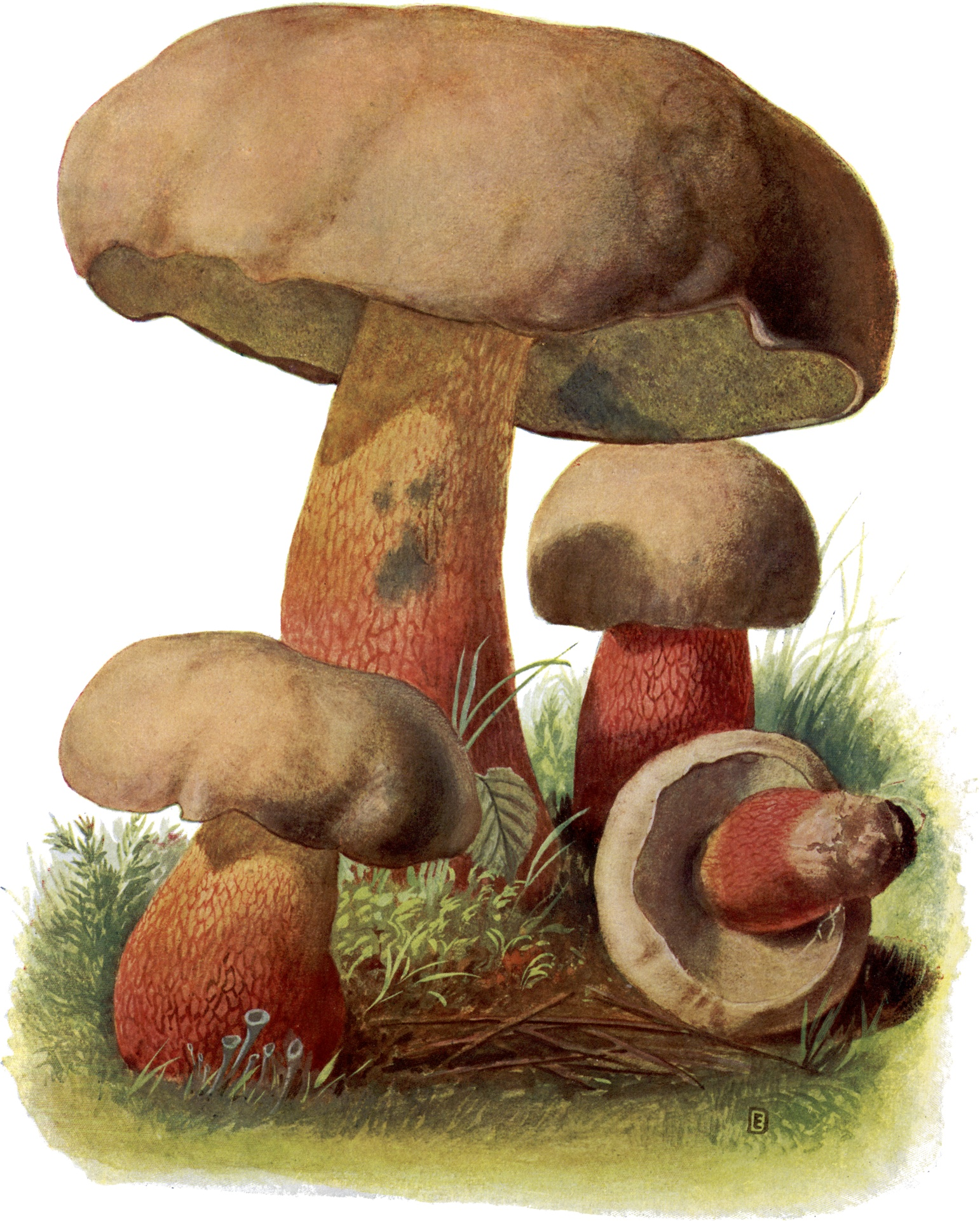